# Бабушкінське сільське поселення
Ба́бушкінське сільське поселення (рос. Бабушкинское сельское поселение) — сільське поселення у складі Бабушкінського району Вологодської області Росії.
Адміністративний центр — село імені Бабушкіна.

## Населення
Населення сільського поселення становить 4788 осіб (2019; 5024 у 2010, 5240 у 2002).

## Історія
2000 року частина села імені Бабушкіна була передана до складу селище Юрманга.
Станом на 2002 рік існували Бабушкінська сільська рада (село імені Бабушкіна), Дем'яновська сільська рада (присілок, Великий Двор, Дем'яновський Погост, Климовська, Коровенська, Короліха, Лодочна, Підгорна, Старі, Тарабукіно), Косиковська сільська рада (присілки Зеленик, Ковшево, Косиково, Митино, Починок) та Леденьгська сільська рада (присілки Аксеново, Антоново, Дяково, Княжево, Тупаново, селища Леденьга, Юрманга). 2006 року сільради були перетворені у сільські поселення.
30 березня 2016 року ліквідовано Дем'яновське сільське поселення (колишні Дем'яновська та Косиковська сільські рада), його територія увійшла до складу Бабушкінського сільського поселення (колишні Бабушкінська та Леденьгська сільські ради).
2020 року було ліквідовано присілки Антоново, Дяково та Княжево.

## Склад
До складу сільського поселення входять:
| Населений пункт                | Населення, осіб (2002) | Населення, осіб (2010) |
| ------------------------------ | ---------------------- | ---------------------- |
| Аксьоново, присілок            | 20                     | 8                      |
| Антоново, присілок             | 0                      | 0                      |
| Великий Двор, присілок         | 56                     | 36                     |
| Дем'яновський Погост, присілок | 255                    | 233                    |
| Дяково, присілок               | 0                      | 0                      |
| Зеленик, присілок              | 26                     | 15                     |
| імені Бабушкіна, село          | 4105                   | 4035                   |
| Климовська, присілок           | 11                     | 5                      |
| Княжево, присілок              | 0                      | 0                      |
| Ковшево, присілок              | 0                      | 0                      |
| Коровенська, присілок          | 5                      | 1                      |
| Короліха, присілок             | 0                      | 0                      |
| Косиково, присілок             | 176                    | 149                    |
| Леденьга, селище               | 35                     | 24                     |
| Лодочна, присілок              | 12                     | 4                      |
| Митино, присілок               | 3                      | 2                      |
| Підгорна, присілок             | 10                     | 7                      |
| Починок, присілок              | 21                     | 19                     |
| Старі, присілок                | 3                      | 1                      |
| Тарабукіно, присілок           | 22                     | 14                     |
| Тупаново, присілок             | 4                      | 2                      |
| Юрманга, селище                | 555                    | 469                    |